# Trichomonas vaginalis
Trichomonas vaginalis és una espècie de protozou excavat del fílum Metamonada. És un patogen flagel·lat que parasita el tracte urogenital humà, tant d'homes com de dones. Produeix una patologia contagiosa anomenada tricomonosi. Va ser descrit per primera vegada pel metge francès Alfred Francois Donné (1801–1878) el 1836. Anys més tard, el 1916, Hoehne va demostrar que aquest paràsit era el responsable d'un tipus d'infecció vaginal específica i a partir de la dècada de 1950 es conegueren prou les seves característiques com per classificar-la dins de les MTSs. La seqüenciació total del genoma de T. vaginalis es publicà l'any 2007.
T. vaginalis és un paràsit genèticament divers amb una estructura poblacional única, consistent en dos tipus (1 i 2) presents en iguals proporcions fenotípiques arreu del món, però que tenen una taxa d'allotjament del Trichomonasvirus molt diferent i atributs immunològics distintius.
Aquest protozou té la capacitat d'interactuar amb altres microorganismes i compartir tant el medi colonitzat com la via d'infecció. La seva virulència augmenta si viu en simbiosi amb Trichomonasvirus o Micoplasma spp. i/o Ureaplasma spp. Per exemple, les relacions mutualistes entre T. vaginalis i el bacteri oportunista M. hominis, present a la flora vaginal, beneficien ambdós simbionts en detriment de l'hoste humà. M. hominis afecta el nivell d'expressió de gens de T. vaginalis que tenen un paper en la resistència d'aquest al metronidazole, especialment el gen PFOR, i la simbiosi amb el protozou possibilita a diverses soques de M. hominis augmentar la seva resistència davant alguns antibiòtics.

## Morfologia i particularitats microbiològiques
Presenta una mida de 10-20 μm de longitud, 2–14 μm d'amplada i una morfologia piriforme. La seva forma pot variar en funció de les propietats físico-químiques de l'entorn. Posseeix 5 flagels; quatre d'ells són anteriors i lliures i el cinquè es dirigeix a la part posterior des del centre del paràsit en forma de membrana ondulada. L'axonema creua el citoplasma del microorganisme i sobresurt del seu extrem posterior. És un protozou sense mitocòndries. Utilitza uns orgànuls -hidrogenosomes- molt especials per obtenir energia dels carbohidrats en condicions anaeròbiques i també aeròbiques, emprant una via particular del metabolisme fermentatiu. Els hidrogenosomes, en condicions anaeròbies, produeixen un enzim, la piruvat-sintasa, de la família de les reductases, que té la propietat d'inactivar les propietats antiparasitàries dels nitroimidazoles. L'activitat d'aquest enzim varia segons la soca a la qual pertanyin les tricomones i s'associa amb certs polimorfismes d'un sol nucleòtid als gens del paràsit encarregats de codificar-lo. S'han identificat més de 70 polimorfismes diferents. En condicions aeròbies, es creu que la resistència a aquest grup de fàrmacs apareix per un increment de la concentració d'oxigen intracel·lular, reoxidació de radicals lliures nitro o eliminació competitiva d'electrons per l'oxigen. Curiosament, aquestes mateixes tricomones són susceptibles als nitroimidazoles en condicions anaeròbies, ja que mantenen la via hidrogenosòmica responsable de l'activació del fàrmac. Per aquests motius, els assajos in vitro de compostos antiresistents mostren sovint valors que no es corresponen a les variables condicions en las que té lloc la infecció natural.
Té un genoma llarg (la soca G3, 176.441.227 parells de bases) amb  ~60,000 gens codificadors de proteïnes organitzats en sis cromosomes. Això fa que T. vaginalis sigui un dels eucariotes amb una capacitat codificadora més alta. Un aspecte interessant d'aquest protozou és que els seus mecanismes de transcripció són semblants als dels metazous. Els sis cromosomes haploides de T. vaginalis són diferents en mida i morfologia (el més llarg -cromosoma I- té 2,4 μm). Cada cromosoma està format per dos cromàtides paral·leles; la connexió, però, entre cromàtides germanes pròpia dels cromosomes monocèntrics i holocèntrics d'un eucariont no es visible, o es veu molt rarament. Les constriccions primàries que s'observen en els cromosomes I, III, IV i V del paràsit indiquen que molt possiblement són monocèntrics amb centròmers puntuals. El nombre de cromosomes no varia en les seves diverses soques i no es modifica en protozous obtinguts de cultius de llarga durada.
La mencionada gran capacitat codificadora fa que les diferents soques del paràsit tinguin una gran versatilitat a l'hora de desenvolupar resistència a diferents medicaments i que sigui difícil identificar els subtils mecanismes gènics que participen en el procés de la seva inducció i que segurament poden ser distints sota condicions aeròbiques o anaeròbiques, fet que complica bastant l'obtenció de dades homogènies als laboratoris.
Per adherir-se a les cèl·lules que infecta, T. vaginalis fa servir una reacció d'acilació proteica particular, la palmitoilació, la qual fa possible l'agregació dels paràsits i la subseqüent formació de microcolònies en el teixit. Un possible objectiu farmacològic per tractar la tricomoniasi és inhibir dita reacció emprant 2-bromopalmitat (un anàleg halogenat no metabolitzable de l'àcid palmític). L'adhesió dels trofozoïts de T. vaginalis a les cèl·lules de l'hoste és un procés altament específic en el que participen diverses proteïnes cohesives, entre elles AP120, AP65, AP51, AP23 i AP33.
La seva mida fa difícil que els neutròfils el puguin fagocitar; per això aquests leucòcits intenten combatre el paràsit utilitzant la trogocitosi (un procés que permet a les cèl·lules del sistema immune arrencar parts de la cèl·lula presentadora d'antigen). El coneixement dels mecanismes moleculars que determinen aquesta forma de resposta leucocitària davant T. vaginalis pot ajudar a comprendre millor la patogènesi causada pel paràsit i al desenvolupament de noves vacunes contra la infecció per tricomones.
El ferro que hi ha a la sang és un nutrient important que les tricomones necessiten per mantenir el seu metabolisme energètic i té un paper crític en les interaccions entre el paràsit i l'hoste. El protozou posseeix una cisteïna-proteïnasa específica de 60-kDa que li permet obtenir dit element de l'hemoglobina continguda en els eritròcits, provocant l'hemòlisi per ruptura del citoesquelet de dites cèl·lules i separant tot seguit el grup hemo de la globina. És un component essencial per mantenir l'estructura normal dels trofozoïts. Una depleció de ferro interromp la proliferació de T. vaginalis, ja que indueix canvis morfològics en els trofozoïts multiplicatius típics que els transformen en pseudoquists esfèrics no proliferatius amb escassa o nul·la motilitat i resistents a la lisi osmòtica, provocant també l'aturada de la divisió cel·lular en diferents estadis del seu cicle de vida. És destacable que els pseudoquists originats per la manca de ferro són formes viables i reversibles, amb la possibilitat d'interactuar eficaçment amb les cèl·lules epitelials humanes malgrat tenir una configuració esfèrica.
S'ha descobert que T. vaginalis codifica i secreta una isoforma funcional de la Hsp90, un fet no observat fins ara en un protozou paràsit d'importància clínica. Aquesta proteïna de la família de les xaperones és essencial en la regulació de l'homeòstasi cel·lular dels eucariotes. A banda de les seves funcions intracel·lulars, la Hsp90 extracel·lular també està implicada en els processos d'invasió i migració de les cèl·lules tumorals. En el cas de T. vaginalis, dita proteïna és imprescindible pel creixement i la posterior vitalitat del microorganisme i es creu que té un paper fonamental en la seva virulència i en la modulació de les interaccions hoste-paràsit.

## Cicle vital
El T. vaginalis viu exclusivament en el tracte urogenital dels éssers humans. És un paràsit monoxè (tot el seu cicle biològic té lloc en un hoste únic). Es reprodueix per fissió binària. En les dones es pot trobar a la vagina i en la uretra, mentre que en els homes pot trobar-se en la uretra, la pròstata i l'epidídim. No pot viure en cap altre òrgan, líquid corporal o mitjà, a excepció d'un cultiu de laboratori. T. vaginalis necessita per al seu desenvolupament òptim un pH de 5,5, de manera que no serà capaç de sobreviure en una vagina sana (de pH 4-4,5). No obstant això, una vegada que prospera la infecció el mateix paràsit produeix un augment de l'alcalinitat del medi per afavorir el seu creixement. Des d'aquest moment, els trofozoïts es divideixen incrementant el seu nombre. En el moment en què es produeixi un contacte sexual dels trofozoïts estaran en disposició d'infectar al nou hoste.
La bipartició és un mecanisme de reproducció asexual. Ara bé, s'han observat canvis ultraestructurals en T. vaginalis que indiquen que el protozou té diferents formes de transmissió gènica, fet que orienta cap a que el paràsit podria tenir uns processos reproductius més complexos dels que fins ara es coneixien. A més, el descobriment de retrotransponsons en el paràsit és una evidència que posa de manifest que T. vaginalis manté algun tipus de cicle sexual actiu, possiblement críptic, o el va tenir en un passat evolutiu recent. Això podria ser un dels factors potencialment implicats en la seva especial capacitat de desenvolupar soques hipervirulentes o resistents als fàrmacs.

## Diagnòstic
El muntatge humit ha estat el procediment clàssic per diagnosticar el paràsit microscòpicament. Si bé la seva sensibilitat és baixa -(51%–65%) en extensions vaginals i menor en mostres masculines d'orina, semen i uretrals- és senzill i econòmic. Es recomanable avaluar les preparacions com més aviat millor després de la recollida del material, ja que en poques hores disminueix molt la fiabilitat dels resultats.
- S'ha de prendre una petita mostre del fluix vaginal col·locant-la en una gota de sèrum fisiològic sobre un portaobjectes i es cobreix amb un cobreobjectes i s'observa al microscòpic. Si existeixen aquests paràsits se'ls veurà movent-se àgilment d'un costat a un altre. També s'observarà que parasiten algunes cèl·lules epitelials, usualment en grup.
- En la preparació citològica amb tinció de Papanicolau s'observen els paràsits de forma allargada infectant la cèl·lula epitelial. Cal tenir en compte que la manca de detecció de protozous en el frotis no exclou de forma definitiva la seva presència en l'organisme del pacient.[40]

La sensibilitat diagnòstica augmenta amb l'ús de la tinció de Giemsa (80%) i de la de taronja d'acridina (100%) en frotis fixats amb metanol, sempre que les preparacions es realitzin de forma ràpida i siguin estudiades per personal expert.
Les tècniques immunohistoquímiques aplicades a la citologia de diferents tipus de mostres permeten assolir una millora dels nivells de sensibilitat i especificitat en la detecció d'infeccions per T. vaginalis, inclús en els casos d'una baixa presència del paràsit en el material analitzat. Ja que augmentaven la sensibilitat obtinguda amb el mètode del muntatge humit, els sistemes específics de cultiu en diferents medis del protozou van ser considerats l'estàndard d'or diagnòstic fins al perfeccionament i la generalització de les proves biomoleculars. Avui dia, existeixen tests basats en mètodes d'amplificació molecular que identifiquen el paràsit en l'orina de dones i homes. Alguns d'ells fan possible l'obtenció de resultats positius en 40 minuts, sent d'especial interès pel cribratge de la malaltia en centres d'atenció primària. Segons un estudi xinès, l'ús de programes d'aprenentatge automàtic adaptats als sistemes automatitzats de detecció rutinària de T. vaginalis en sediments d'orina augmenta la fiabilitat diagnòstica i disminueix el cost de l'anàlisi.
Des del punt de vista anatomopatològic, a les biòpsies de cèrvix de les dones infectades rarament s'aprecia un infiltrat inflamatori important. Existeix congestió dels vasos interpapil·lars, sobretot en malaltes postmenopàusiques. La papil·litis amb canvis hemorràgics i elongació és freqüent. S'observa edema a l'epiteli esquamós i separació de les seves cèl·lules. Es poden veure halos perinuclears a totes les capes de l'epiteli i no és inusual l'existència de zones de metaplàsia esquamosa. Per regla general, el teixit connectiu estromal subjacent no presenta alteracions. Poques vegades es veuen tricomones en els talls histològics.

## Patologia
La principal causa de la patogenicitat produïda per T. vaginalis es troba en l'acció mecànica del paràsit sobre les mucoses genitals, que deriva en processos inflamatoris, i en la reacció tòxicoal·lèrgica produïda per les alteracions citoplasmàtiques i nuclears de les cèl·lules de les mucoses. Aquesta capacitat de causar microlesions en la mucosa vaginal augmenta significativament el risc d'infecció pel VIH; per això, el paràsit es considera un factor coadjuvant en la transmissió i adquisició d'aquesta virasi.
Els efectes citopàtics d'aquest protozou depenen d'un ampli degradoma (el conjunt de proteases produïdes per una cèl·lula en una determinada circumstància) format per una gran quantitat d'enzims. Entre ells, cisteïna-proteases com ara la TvCP65 i la TvCP39. La seva expressió està regulada principalment per la putrescina, una poliamina essencial en els processos nutritius de molts patògens. Dit fet ha impulsat la recerca de nous fàrmacs contra el paràsit basats en compostos que inhibeixin la biosíntesi de la putrescina.

### En la dona
Té un període d'incubació de 5 a 25 dies que desemboca sovint en una vulvovaginitis amb leucorrea, pruïja vulvar i ardor vaginal, encara que un nombre considerable de dones pot presentar només un augment del fluix vaginal sense altres símptomes d'importància. Apareixen petèquies i es produeixen secrecions groguenques en la fase aguda i blanquinoses en la fase crònica, on abunden els trofozoïts, glòbuls blancs i cèl·lules mortes de les mucoses. Si la infecció arriba a la uretra podrà produir-se una uretritis amb disúria (un 30-50% dels casos). Un 10-40% de les dones amb tricomoniasi pateix disparèunia. De vegades, la infecció s'associa a endometritis, cervicitis i/o erosió cervical. Els principals factors que determinaran el curs de la infecció són el pH i la flora bacteriana de la vagina. L'existència d'una vaginosi bacteriana és un dels elements que més afavoreixen el desenvolupament de la tricomonasi, ja que altera les condicions normals de la mucosa i condiciona la seva resposta inflamatòria. També, la presència de certs bacteris en la microbiota vaginal (Prevotella amnii i Sneathia sanguinegens) facilita de forma significativa l'adquisició del protozou.
En les dones embarassades les infeccions per T. vaginalis incrementen les possibilitats de ruptura prematura de membranes i d'un part preterme. Rarament, la infecció materna ocasiona una tricomonosi neonatal. S'han registrat casos, però, de vaginitis, pneumònies i infeccions urinàries greus en prematurs originades per T. vaginalis. El protozou ha estat aïllat en material broncoscòpic d'aspirats bronquials de nadons amb dificultats respiratòries i es creu que és un dels microorganismes que poden estar implicats en el desenvolupament de la síndrome del destret respiratori neonatal. S'ha descrit la presència del paràsit en abscessos cerebrals de nounats.
Les recidives de la infecció són freqüents (5-31%). Poden ser conseqüència de la reinfecció en un company sexual habitual o de la manca de tractament d'aquest, de nova infecció adquirida d'un company diferent o d'un fracàs de la medicació prescrita. El adequat tractament de la parella disminueix un 75% l'índex de recidives.
Per se, sense la concurrència d'altres MTS -en especial la infecció pel VPH- T. vaginalis no es directament relacionable amb el càncer cervical, però pot causar anomalies inespecífiques en les cèl·lules del cèrvix que dificultin el diagnòstic citològic. La vaginitis per tricomones és una de les patologies a tenir en compte en cas de malaltia pelviana inflamatòria. El paràsit és responsable de nombrosos casos de salpingitis (infecció de les trompes de Fal·lopi) i d'endometritis postpart. Ara per ara, però, no existeixen suficients evidències que facin considerar la tricomoniasi com un factor de risc independent (és a dir, sense associació amb altres comorbilitats infeccioses o no) en la gènesi de la infertilitat femenina.

### En l'home
En aquest cas, el paràsit no troba unes condicions òptimes per al seu desenvolupament pel que la infecció cursa en l'home gairebé sempre de forma asimptomàtica, pel que és considerat portador. En els excepcionals casos que presenten símptomes, aquests són produïts per una uretritis (de vegades recurrent), una prostatitis o una epididimitis, que cursen amb coissor en orinar, secrecions uretrals i edema prepucial. En aquests casos, el paràsit es veu afavorit quan hi ha estretor uretral.
Malgrat la curta exposició del semen al paràsit durant el seu trànsit per la uretra, un nombre relativament reduït de T. vaginalis arriba a dit fluid. A 37 °C, el protozou sobreviu íntegre entre 12-24 hores en el líquid seminal i també resisteix bé la congelació, sense alterar la quantitat d'espermatozous o disminuir significativament la seva motilitat. Per això, es considera que aquest medi té la capacitat de transmetre la infecció, un fet a tenir en compte abans de seleccionar i crioprotegir semen de donants per inseminació artificial.
In vitro, els subproductes secretats extracel·lularment per T. vaginalis alteren molt la motilitat de les cèl·lules espermàtiques del ratolí albí, disminuint la seva capacitat fertilitzant. Diversos treballs indiquen que la infecció testicular en humans pot originar azoospèrmia i ser causa d'esterilitat masculina.
S'han donat casos d'infeccions orals i del tracte respiratori en individus que practicaven sexe oral. La coinfecció pulmonar per T. vaginalis i Pneumocystis sp. ha estat descrita en malalts amb SIDA.
Malgrat els resultats d'alguns estudis epidemiològics, els mecanismes moleculars que lliguen el paràsit amb la carcinogènesi no es coneixen bé i, ara per ara, no hi cap evidència que associï la seroposivitat a T. vaginalis amb un increment del risc de desenvolupar un càncer de pròstata d'alt grau. La seroposivitat al paràsit és relativament alta en persones amb hiperplàsia nodular benigna prostàtica asimptomàtica, però no prou significativa per ser un criteri indicador d'una relació causal. És possible que en certs casos un estat inflamatori crònic comporti una hiperproliferació de les cèl·lules epitelials que indueixi l'esmentat tipus d'hiperplàsia. En cèl·lules estromals prostàtiques cultivades, el protozou provoca determinats canvis inflamatoris que donen suport a aquesta hipòtesi. Aquesta tricomona té la capacitat de secretar una citocina proinflamatòria (TvMIF) similar al factor inhibitori de la migració macrofàgica humà (HuMIF), proteïna implicada en la gènesi de diverses neoplàsies. La TvMIF podria ser la responsable de la hiperplàsia epitelial prostàtica abans esmentada i, per tant, de l'aparició de carcinomes en determinats individus. A banda d'això, la sobreexpressió de TvMIF facilita la supervivència del paràsit en condicions adverses, ja que altera el mecanisme d'apoptosi de les cèl·lules hoste.

## Epidemiologia
T. vaginalis només afecta a humans, de manera que aquests són els seus reservoris. Es considera que l'home és en la majoria dels casos un portador asimptomàtic causant de la propagació de la infecció. S'estima que uns 250 milions d'individus són infectats cada any. La prevalença de la tricomonosi varia molt d'unes regions a altres depenent de factors com l'edat, l'estat de salut, la promiscuïtat sexual, la higiene i les condicions socioeconòmiques. Hi ha països en els que a penes existeixen registres de la infecció o que no disposen de les infraestructures sanitàries per diagnosticar-la adequadament. En qualsevol cas, la major prevalença la presenten les dones d'edats compreses entre els 16 i els 35 anys i especialment aquelles dedicades a la prostitució (prevalença ≈ 50-70%). Encara que la transmissió és exclusivament venèria, hi ha hagut casos de dones infectades per l'ús d'esponges o tovalloles humides infectades, només explicables per la capacitat de T. vaginalis de sobreviure algunes hores en ambients càlids i hidratats i ser transmès per fòmits en circumstàncies molt poc habituals. L'aparició de la SIDA ha fomentat l'ús de mesures profilàctiques i això ha generat un descens lògic dels casos de tricomonosi a molts països, encara que les estimacions globals de l'OMS preveuen una incidència d'uns 240 milions nous casos/any.
Globalment, la prevalença mostra una tendència a minvar gràcies també als programes d'educació i l'ampliació general de l'atenció primària. Àfrica i Oceania tenen les majors xifres de prevalença, seguides pel continent americà. Europa i Àsia registren el menor nombre de casos.
Als EUA és la infecció parasitària més comuna i es calcula que afecta a 3,7 milions d'habitants arreu del país (2,3 milions de dones i 1,4 milions d'homes), tot i que es creu que és una malaltia infradiagnosticada, segons estimacions dels CDC corresponents a l'any 2014. Un 4,3% dels casos serien provocats per T. vaginalis resistents al metronidazole.
A Catalunya, segons l'informe del Sistema Integrat de Vigilància Epidemiològica de la SIDA/VIH/ITS de 2015, la taxa d'infeccions pel paràsit és de 11,5 casos/100.000 habitants. Després d'uns anys d'increment, a hores d'ara la taxa es manté estable.

## Tractament
Les irrigacions vaginals amb aigua amb sal destrueixen els paràsits ràpidament, però la solució salina no arriba al cèrvix, per això s'han de combinar amb medicació sistèmica amb metronidazole o tinidazole. També s'utilitzen òvuls intravaginals d'aquests antibiòtics. En cas de resistència als nitroimidazoles les opcions terapèutiques són limitades, sent la paromomicina un dels fàrmacs més emprats. També s'ha avaluat l'eficàcia de la pentamicina (un macròlid) contra aquestes infeccions resistents. Les irrigacions amb àcid bòric han donat bons resultats en dones amb infeccions recurrents i al·lèrgiques al metronidazole. Estudis in vivo i in vitro indiquen que alguns compostos antireumàtics molt específics i ja comercialitzats podrien inhibir amb eficàcia els mecanismes de creixement del paràsit.
Habitualment, la infecció per aquest protozou remet després d'una única dosi del compost nitroimidazòlic adequat. En dones amb disbiosi vaginal i en persones coinfectades pel VIH, simptomàtiques o no, es recomana perllongar el tractament una setmana.
Segons mètodes d'acoblament molecular, una alternativa terapèutica viable seria el desenvolupament de nous productes antiprotozoaris fitoquímics dirigits contra proteïnes molt concretes de T. vaginalis. L'oli essencial del pròpolis vermell brasiler mostra in vivo i in vitro una alta activitat antiparasitària, que podria ser útil per desenvolupar en el futur fàrmacs tòpics contra la tricomoniasi vaginal. Certes fraccions purificades de les saponines extretes de la planta Manilkara rufula, pertanyent a la família Sapotaceae, provoquen la mort de les tricomones induint canvis a la seva membrana que impossibiliten la viabilitat del microorganisme sense causar efectes citotòxics en l'epiteli vaginal. A l'Índia, les saponines de l'arbre Sapindus mukorossi s'utilitzen com a substància espermicida i mostren igualment una notable acció anti-T. vaginalis. Experimentalment, diferents extrets d'Eucalyptus camaldulensis -en especial el d'acetat d'etil- són notablement actius contra T. vaginalis cultivades. També s'han investigat les propietats de l'àcid betulínic (abundant en l'arbre Betula pubescens) i d'altres triterpenoides contra el paràsit. In vitro, l'extret etanòlic de Zingiber officinale indueix l'apoptosi del protozou. Un treball brasiler basat en l'anàlisi molecular de diversos anàlegs sintètics monocarbonílics de la curcumina indica que alguns d'ells tenen una activitat antiparasitària davant T. vaginalis similar a la del metronidazole. L'estudi suggereix que aquests anàlegs podrien ser útils per crear nous fàrmacs contra el paràsit.
Una altra estratègia que ha donat uns resultats clínics preliminars prometedors tractant la tricomoniasi és l'ús de teràpia fotodinàmica amb blau de metilè com a substància fotosensibilitzadora.